# Nhà máy làm giàu Uranium Fordow
Nhà máy làm giàu urani Fordow (Fordow Uranium Enrichment Plant), tên gọi chính thức là Cơ sở hạt nhân Shahid Ali Mohammadi (Shahid Ali Mohammadi Nuclear Facility, tiếng Ba Tư: تأسیسات هسته‌ای شهید علی‌محمدی), là một cơ sở làm giàu urani ngầm của Iran nằm cách thành phố Qom của Iran 30 kilômét (20 mi) về phía bắc, tại một căn cứ cũ của Vệ binh Cách mạng Hồi giáo. Địa điểm này nằm dưới sự kiểm soát của Tổ chức Năng lượng Nguyên tử Iran (AEOI). Đây là cơ sở làm giàu urani thứ hai của Iran, cơ sở còn lại là Cơ sở hạt nhân Natanz.

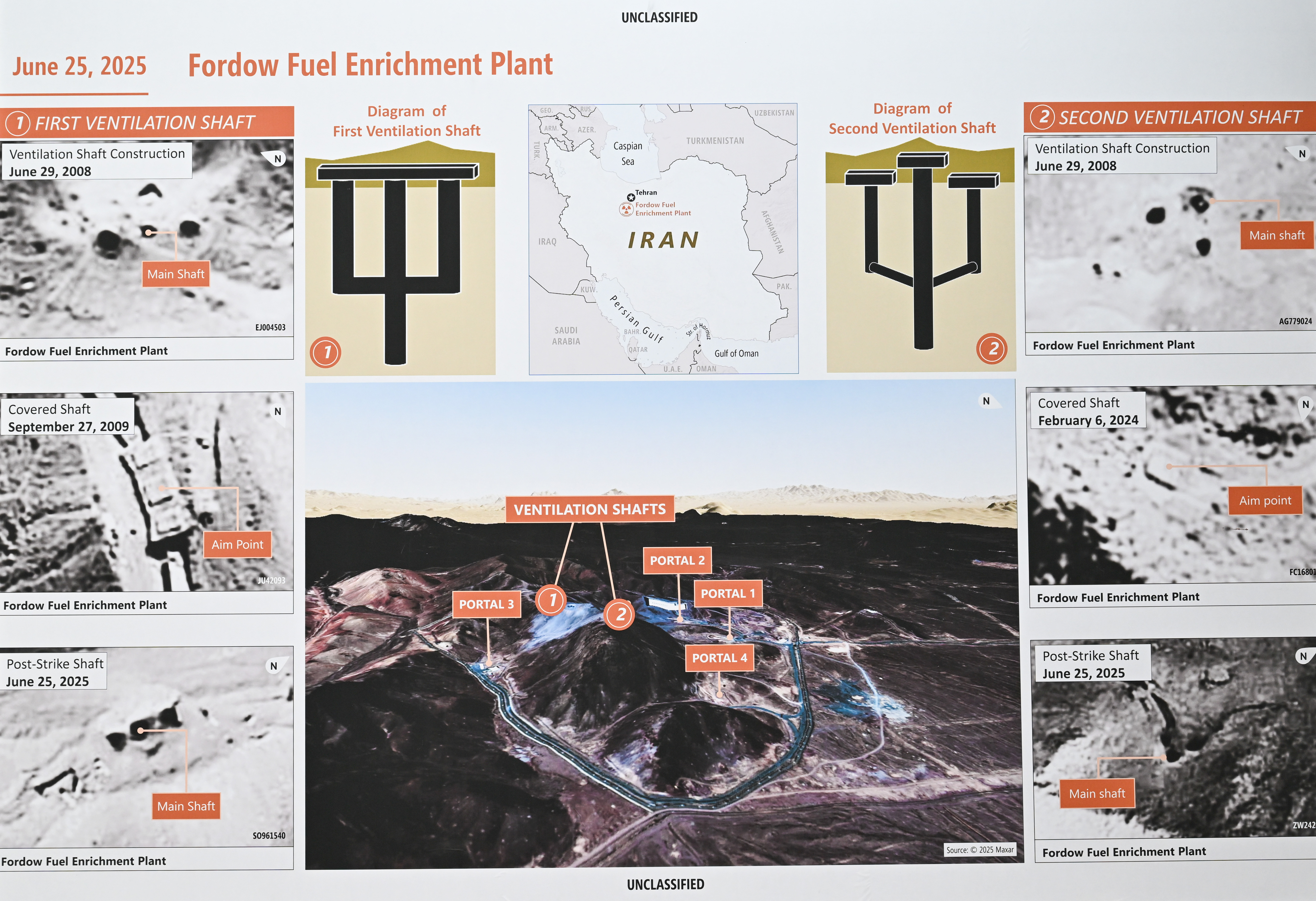
2025.

Ngày 13 tháng 6 năm 2025, cơ sở này đã bị Không quân Israel tấn công và vào ngày 22 tháng 6, quân đội Mỹ đã tấn công; Tổng thống Donald Trump tuyên bố rằng cơ sở này đã bị "xóa sổ".

## Lịch sử

Cảnh đồng quê mùa hè gần Fordow

Việc xây dựng cơ sở này bắt đầu vào năm 2006, nhưng Iran chỉ tiết lộ sự tồn tại của nhà máy làm giàu với Cơ quan Năng lượng Nguyên tử Quốc tế (IAEA) vào ngày 21 tháng 9 năm 2009, sau khi địa điểm này được các cơ quan tình báo phương Tây biết đến. Các quan chức phương Tây lên án mạnh mẽ Iran vì không tiết lộ địa điểm này sớm hơn; Tổng thống Mỹ Barack Obama cho biết Fordow đã bị Hoa Kỳ giám sát. Iran lập luận rằng việc tiết lộ này phù hợp với các nghĩa vụ pháp lý của nước này theo Thỏa thuận Bảo vệ với IAEA, Iran tuyên bố rằng họ chỉ phải khai báo các cơ sở mới 180 ngày trước khi nhận được vật liệu hạt nhân. IAEA tuyên bố rằng Iran bị ràng buộc bởi thỏa thuận năm 2003 là phải khai báo cơ sở ngay khi Iran quyết định xây dựng nó.
Chính quyền Iran tuyên bố cơ sở này được xây dựng sâu trong núi vì Israel liên tục đe dọa tấn công các cơ sở như vậy, mà Israel tin rằng có thể được sử dụng để sản xuất vũ khí hạt nhân. Việc tấn công một cơ sở hạt nhân gần thành phố Qom, nơi được coi là thánh địa của người Hồi giáo Shia, gây lo ngại về nguy cơ tiềm ẩn của phản ứng tôn giáo Shia.
Tháng 11 năm 2013, hàng trăm người Iran, chủ yếu là sinh viên của Đại học Công nghệ Sharif, cùng với người đứng đầu AEOI, Ali Akbar Salehi và một số đại diện Majles (quốc hội) đã tạo thành một chuỗi người xung quanh cơ sở làm giàu uranium Fordow. Các sinh viên ở đó để thể hiện sự ủng hộ của họ đối với chương trình hạt nhân của Iran.
Năm 2016, Iran đã triển khai các hệ thống tên lửa phòng không S-300 tại địa điểm này.
Ngày 1 tháng 2 năm 2023, IAEA đã "chỉ trích Iran ... vì đã thực hiện một thay đổi không được công bố đối với kết nối giữa hai cụm máy móc tiên tiến làm giàu uranium lên tới độ tinh khiết lên tới 60%, gần với cấp độ vũ khí, tại nhà máy Fordow của nước này."

### Các cuộc không kích của Israel và Mỹ năm 2025
Ngày 13 tháng 6 năm 2025, Israel đã tấn công nhà máy này như một phần của các cuộc không kích của Israel vào Iran vào tháng 6 năm 2025. Các lực lượng Iran cho biết họ đã bắn hạ một máy bay không người lái của Israel. TMức độ thiệt hại vẫn chưa rõ ràng vì cơ sở hạt nhân Fordow, giống như cơ sở Natanz, được chôn sâu dưới lòng đất. Hình ảnh vệ tinh và các báo cáo cho thấy một số địa điểm trên mặt đất tại Fordow và Natanz đã bị hư hại, nhưng các cơ sở ngầm chứa máy ly tâm và urani làm giàu không bị xâm phạm. Ngày 14 tháng 6 năm 2025, Tổ chức Năng lượng Nguyên tử Iran tuyên bố rằng địa điểm này bị thiệt hại hạn chế do các cuộc không kích.
Sau cuộc không kích của Israel, Mỹ được cho là đang cân nhắc tấn công địa điểm này, điều này sẽ yêu cầu sử dụng GBU-57A/B MOP. Ngày 21 tháng 6 năm 2025, Tổng thống Mỹ Donald Trump tuyên bố rằng máy bay ném bom B-2 của Mỹ đã tấn công cơ sở hạt nhân ở Fordow cũng như các cơ sở ở Natanz và Isfahan. Trong bài phát biểu từ Nhà Trắng, Trump tuyên bố về việc phá hủy các cơ sở này và nêu rõ "Các cơ sở làm giàu hạt nhân quan trọng của Iran đã bị xóa sổ hoàn toàn và toàn diện."